# Guyton
Guyton is een plaats (city) in de Amerikaanse staat Georgia, en valt bestuurlijk gezien onder Effingham County.

## Demografie
Bij de volkstelling in 2000 werd het aantal inwoners vastgesteld op 917.
In 2006 is het aantal inwoners door het United States Census Bureau geschat op 1823, een stijging van 906 (98,8%).

## Geografie
Volgens het United States Census Bureau beslaat de plaats een oppervlakte van
3,1 km², geheel bestaande uit land. Guyton ligt op ongeveer 29 m boven zeeniveau.

## Plaatsen in de nabije omgeving
De onderstaande figuur toont nabijgelegen plaatsen in een straal van 28 km rond Guyton.